# Aux Marais
Aux Marais (wörtlich übersetzt: Im Sumpf) ist eine französische Gemeinde mit 911 Einwohnern (Stand 1. Januar 2022) im Département Oise in der Region Hauts-de-France. Sie gehört zum Arrondissement Beauvais, zum Gemeindeverband Beauvaisis und zum Kanton Beauvais-2.

## Geographie
Die Gemeinde Aux Marais liegt am Fluss Avelon, fünf Kilometer südwestlich deer Stadt Beauvais.

## Geschichte
Die Gemeinde wurde am 15. Januar 1954 durch Ausgliederung aus der Gemeinde Saint-Martin-le-Nœud gebildet.

## Einwohner
| Jahr                       | 1962 | 1968 | 1975 | 1982 | 1990 | 1999 | 2006 | 2012 | 2021 |
| -------------------------- | ---- | ---- | ---- | ---- | ---- | ---- | ---- | ---- | ---- |
| Einwohner                  | 427  | 501  | 550  | 698  | 693  | 682  | 726  | 738  | 901  |
| Quellen: Cassini und INSEE |      |      |      |      |      |      |      |      |      |

## Sehenswürdigkeiten
- Kirche Saint-Martin de Saint-Martin-le-Nœud aus dem 12. Jahrhundert, 1930 als Monument historique klassifiziert.[1]

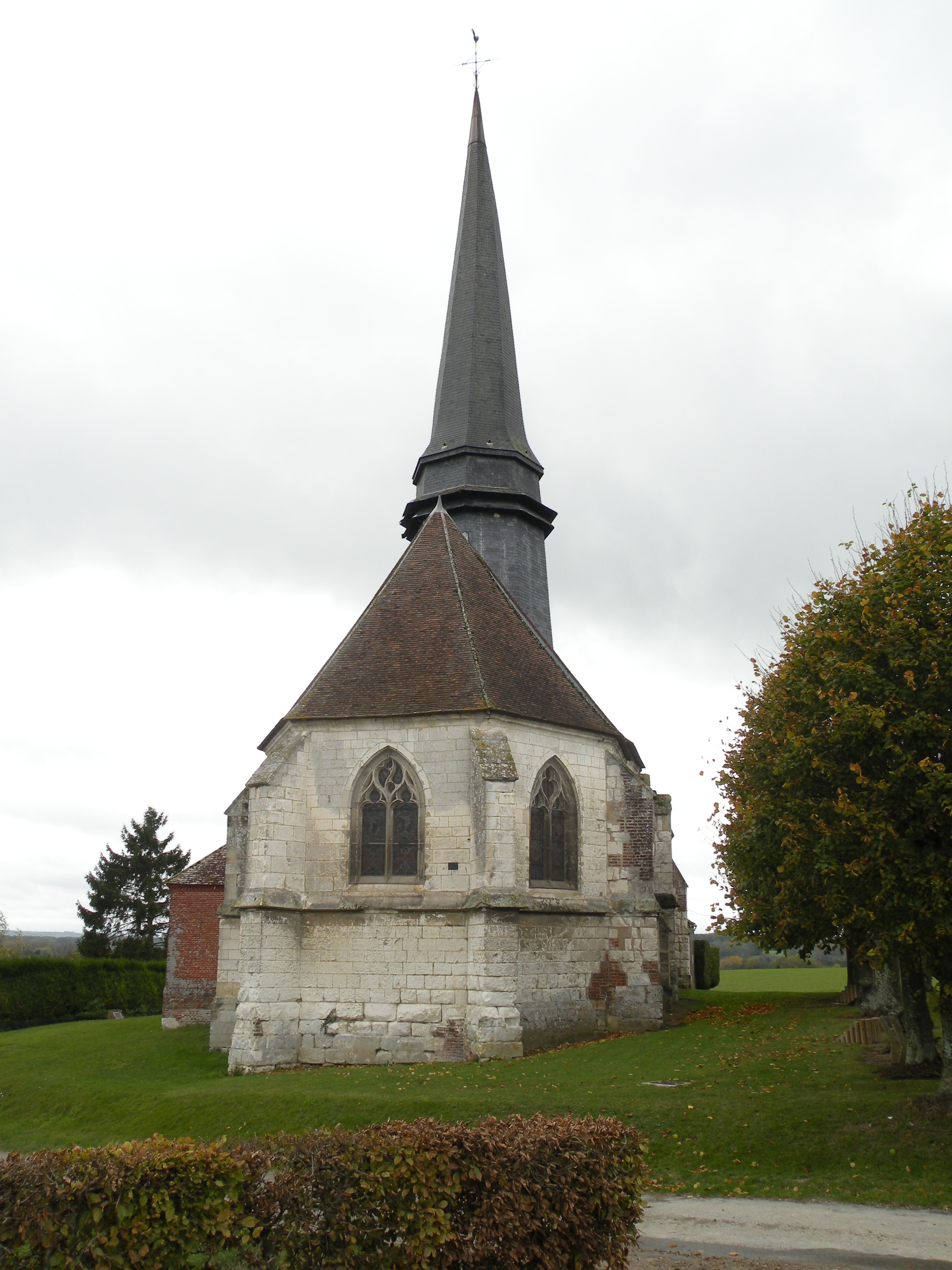
Kirche Saint-Martin
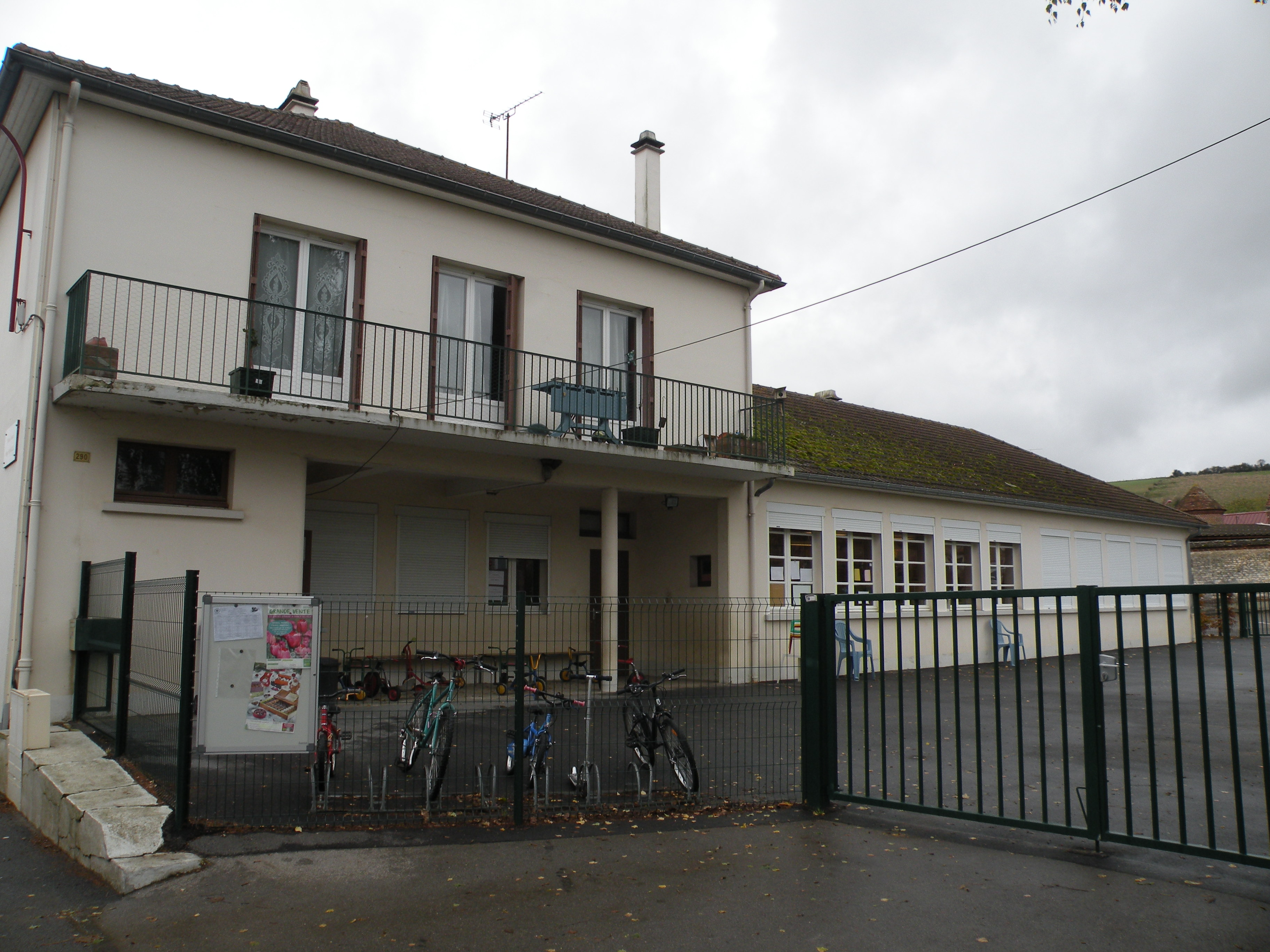
Schule
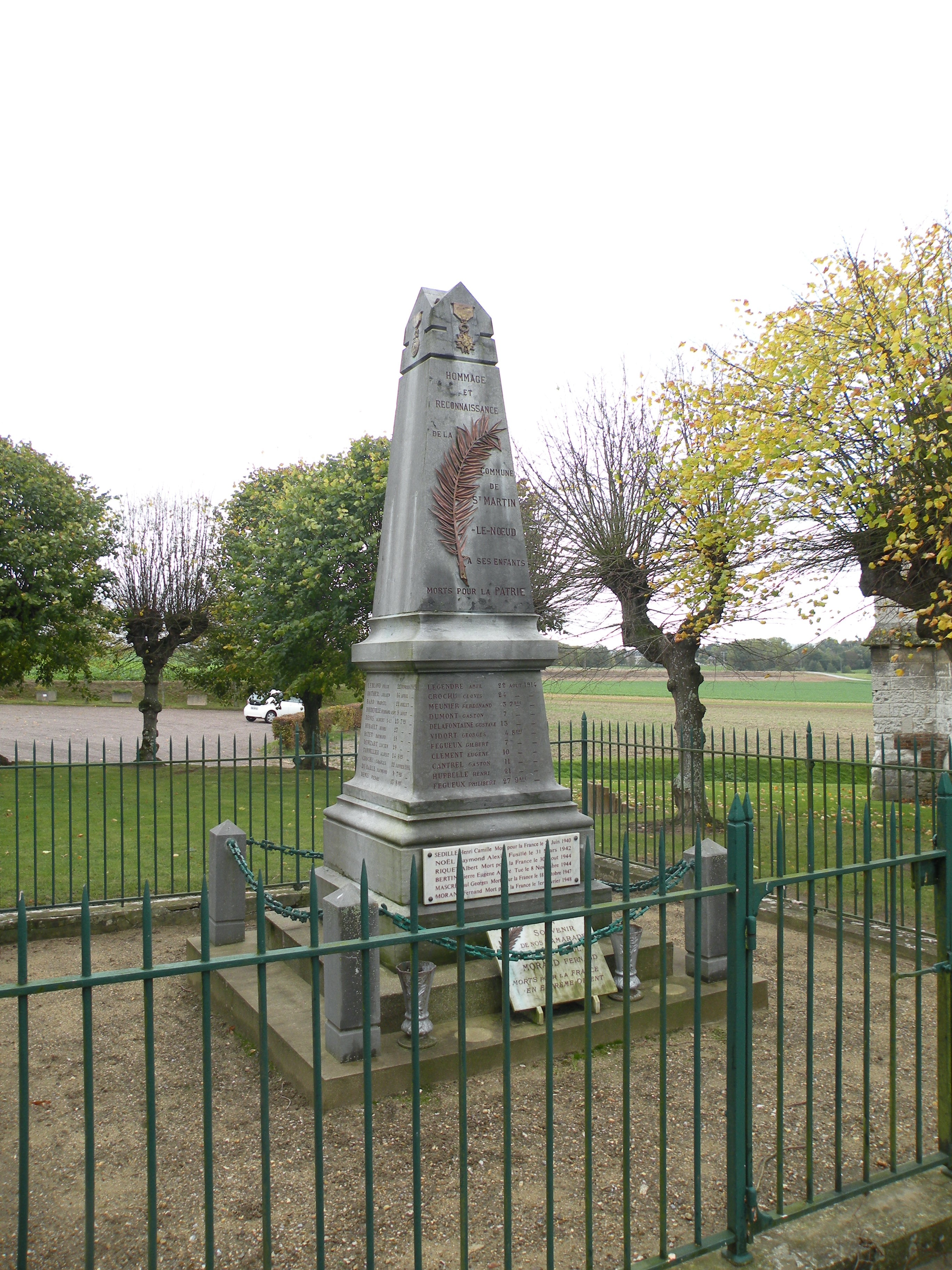
Gefallenendenkmal